# Acalypha websteri
Acalypha websteri är en törelväxtart som beskrevs av Cardiel. Acalypha websteri ingår i släktet akalyfor, och familjen törelväxter. Inga underarter finns listade i Catalogue of Life.